# 계봉우
계봉우(桂奉瑀, 호는 북우(北愚), 뒤바보. 게봉우라고 쓰기도 한다. 1880년 8월 1일 ∼ 1959년 7월 5일)는 한글학자이자 역사가이다. 함경남도 영흥군에서 태어났다. 1911년, 북간도로 망명했고 거기에서 교직원으로 근무하다가 교육내용이 반일적이라는 이유로 서울로 압송되어 3년간 옥고를 치렀다.
출옥 후 러시아 블라디보스토크로 망명한 선생은 중국 상하이로 건너가 대한민국임시정부 임시의정원 북간도 대표의원으로 부임해 1년간 의정 활동을 했으며 이듬해 중·한 노공동맹연합회 국민회 대표로 참가했다.
임시정부 간도 특파원으로 임명되어 간도지방 독립운동단체의 통일 노력과 함께 근대 한민족의 국외 이주와 민족운동에도 지대한 관심을 두고 1920년을 전후로 '북간도 그 과거와 현재', '아령실기(俄領實記)' 등을 발표했다.
3·1 운동 뒤에는 다시 북간도로 갔다. 1920년에 한인사회당에 가입했다. 자유시 참변 때 체포되었다가 풀려났다. 1922년 치타로 옮겨가서 《새바람》을 작성했다.
이 책에는 연해주 지역 한인의 이주 개척사 등 항일독립운동의 희귀하고 중요한 내용이 담겨있다.
1937년 스탈린의 한인 강제이주 정책에 따라 중앙아시아 카자흐스탄 크즐오르다로 이주당한 후에도 저술 활동을 계속해 '이두집해(吏讀集解)', '조선문법', '조선말의 되어진 법' 등 많은 저서를 남겼다.
블라디보스토크·하바롭스크에서 한국어 교재를 편찬함과 동시에 거기서 한글을 가르쳤다.
1937년 강제이주 뒤에는 키질로르다로 이주했다.